# Rebecca Parris
Rebecca Parris, geboortenaam Ruth Blair MacCloskey (Newton (Massachusetts), 28 december 1951 - South Yarmouth (Massachusetts), 17 juni 2018) was een Amerikaanse jazzzangeres.

## Biografie
Parris, de dochter van een muziekleraar, begon al vroeg te zingen. Ze studeerde aan Boston Conservatory en zong zo'n tien jaar in coverbandjes. Begin jaren 80 ging ze zich richten op de jazz. Haar voorbeelden waren toen Sarah Vaughn en Carmen McRae, die ze persoonlijk kende en die min of meer haar mentor was. Ze woonde in de buurt van Boston, in Duxbury (Massachusetts), en won negen keer een Boston Music Awards, wat haar de bijnaam First Lady of Boston Jazz opleverde. Ze trad op tijdens internationale jazzfestivals, zoals het Monterey Jazz Festival (1990, 1995), het North Sea Jazz Festival en het Oslo Jazzfestival.
Ze zong met verschillende bigbands en trad o.a. op met Dizzy Gillespie, Count Basie, Wynton Marsalis, Buddy Rich, Woody Herman, Terry Gibbs, Bill Cunliffe, Nat Pierce, Red Mitchell, David Fathead Newman, Gerry Wiggins, Andy Simpkins en Buster Cooper.
Vanaf midden jaren tachtig verschenen van haar een tiental albums. Tevens gaf ze zangles.
Vanaf 2004, toen zij een hartaanval kreeg, had ze gezondheidsproblemen. Daaraan overleed zij op 66-jarige leeftijd.

## Discografie
- 1985 Live at Chan’s (Shira)
- 1991 Love Comes and Goes (Entertainment Exclusives)
- 1993 Spring (Music Masters)
- 1994 It’s Another Day (GRP Records, met Gary Burton)
- 1995 A Beautiful Friendship (Altenburgh, met der Kenny Hadley Big Band)
- 1997 Passionate Fling (Shira)
- 2001 My Foolish Heart (Koch Jazz)
- 2002 The Secret of Christmas (Shira)
- 2007 You Don’t Know Me (Saying It With Jazz)
- 2007 Double Rainbow (Shira)